# Johann Leonhard Walz der Ältere
Johann Leonhard Walz, zur Unterscheidung von seinem gleichnamigen Sohn oft mit dem Zusatz der Ältere, gelegentlich auch, da schon der Vater den gleichen Namen hatte, Johann Leonhard Walz II. (* 2. Februar 1718 in Maulburg; † 8. September 1792 in Karlsruhe), war ein deutscher evangelischer Pfarrer. Von 1770 bis zu seinem Tod wirkte er als Oberhofprediger am Hof der Markgrafschaft Baden in Karlsruhe.

## Leben
Walz, ein Sohn des Pfarrers Johann Leonhard Walz, studierte nach dem Besuch des Pädagogiums in Lörrach an den Universitäten in Basel und Straßburg. 1742 wurde er Hof- und Stadtdiaconus in Karlsruhe. 1748 übernahm er das Amt des Pfarrers an der Evangelischen Stadtkirche Lörrach, das mit dem des Spezialsuperintendenten der Diözese Rötteln verbunden war. 1767 kehrte er als Archidiakon und Hofprediger nach Karlsruhe zurück. Nach dem Tod von Johann Friedrich Stein (1705–1770) übernahm Walz dessen Ämter als Oberhofprediger, Superintendent und Theologieprofessor am Gymnasium in Karlsruhe, die er bis zu seinem Tod innehatte. 

## Werk
1766 veröffentlichte Walz in Lörrach einen Schul-Schematismus für die Markgrafschaft, d. h. eine Art Lehrplan für den Elementarunterricht. In Karlsruhe war er ein enger Vertrauter von Markgraf Karl Friedrich. Er übernahm ab 1771 den Religionsunterricht für dessen Söhne, darunter den Erbprinzen Karl Ludwig von Baden, dessen Trauung mit Amalie von Hessen-Darmstadt er 1774 vollzog. Auch einige Leichenpredigten veröffentlichte er.
Im Gegensatz zu seinem Sohn Johann Leonhard Walz d. J., der von 1800 bis 1817 ebenfalls Oberhofprediger in Karlsruhe und ein Anhänger der Aufklärung war, war der Vater ein Anhänger der Lutherischen Orthodoxie, wird von dem Pädagogen Friedrich Leopold Brunn jedoch als frei von Intoleranz charakterisiert.

## Familie
Aus seiner Ehe mit Maria Angelika Schmid (1729–1785) hatte Walz neben seinem gleichnamigen Nachfolger mindestens zwei weitere Kinder. Die Tochter Magdalena Wilhelmina (1747–1778) heiratete den Pfarrer Ernst Friedrich Ferdinand Hitzig (1739–1800) und wurde die Mutter des späteren Pfarrers und Kirchenrats Friedrich Wilhelm Hitzig. Der Sohn Christian Friedrich Walz (1755–1828) wurde Jurist und Abgeordneter der Badischen Ständeversammlungen 1819 und 1820.

## Auszeichnungen
- 1764: Verleihung des Titels „Kirchenrat“